# 迪耶
迪耶（法語：Duillier，法語發音：[dɥije]）是瑞士联邦西部法语区的沃州的一个市镇。在行政上属于尼永区管辖。迪耶的总面积为4.11平方公里。截至2010年底，总人口为1,076。